# Musée de Fukushima
Le musée de Fukushima (福島県立博物館, Fukushima Kenritsu Hakubutsukan) est un musée préfectoral situé à Aizuwakamatsu dans la préfecture de Fukushima au Japon, consacré à l'histoire naturelle, à l'histoire et à la culture de la préfecture de Fukushima. Le musée ouvre dans le parc du château de Tsuruga en 1986,.